# Cancellaresca

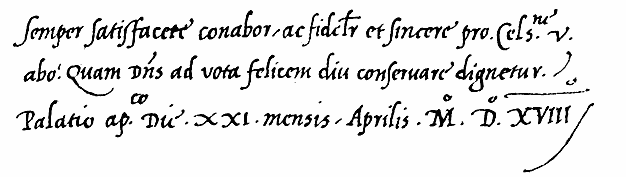
Cancellaresca papieska z 1518

Cancellaresca – włoskie pismo używane od XVI wieku w kancelarii papieskiej, od czego wzięło swą nazwę. Typowo narzędziowy krój pisma, lekko pochylony, z dużymi wydłużeniami górnymi i dolnymi liter minuskułowych. Odznacza się płynnością linii i elegancją. Przypomina pismo kaligraficzne.
Stanowi przejściową formę między pismem antykwowym a pisanką. Sąsiadujące małe litery można łączyć ze sobą, ale nie należy łączyć ich na siłę.